# Jesenské (Banská Bystrica)
Jesenské (fino al 1927 Feledince, in ungherese: Feled, in tedesco: Felledin) è un comune della Slovacchia facente parte del distretto di Rimavská Sobota, nella regione di Banská Bystrica.
Il villaggio è citato per la prima volta nel 1247 quando apparteneva alla famiglia Ratold. Nel XV secolo passò ai locali feudatari Feledi e successivamente ai Lórantfy che lo detennero fino al XVIII secolo. Nel 1553 fu distrutto dai turchi. Dal 1938 al 1944 fece parte dell'Ungheria.